# Vittorio Calvetti
Vittorio Calvetti (Mandello del Lario, 5 agosto 1915 – 21 dicembre 2014) è stato un politico italiano.

## Biografia
Esponente della Democrazia Cristiana, ricoprì la carica di deputato per tre legislature, venendo eletto alle politiche del 1963 (23.773 preferenze), alle politiche del 1968 (28.432 preferenze) e alle politiche del 1972 (51.535 preferenze).
Terminò il mandato parlamentare nel 1976.